# Poriadie
Poriadie (Hongaars: Erdősor) is een Slowaakse gemeente in de regio Trenčín, en maakt deel uit van het district Myjava.
Poriadie telt 686 inwoners.
De gemeente Poriadie werd gevormd uit delen van de stad Myjava. De naam is echter ouder: het stond voor 1907 bekend als Poradje en in 1929 als Poradie.
De gemeente ligt in het heuvelland tussen de Kleine Karpaten in het zuiden en de Witte Karpaten in het noorden.